# Вектор Римана — Зильберштейна
Вектор Римана — Зильберштейна (РЗ) — комплекснозначный трёхмерный вектор, описывающий электромагнитное поле:
{\displaystyle \mathbf {F} =\mathbf {E} +i\mathbf {H} ,~\mathbf {F} \in \mathbb {C} ^{3}},
где {\displaystyle \mathbf {E} ,\mathbf {H} } — напряжённости электрического и магнитного полей. {\displaystyle \mathbf {E} ,\mathbf {H} \in \mathbb {R} ^{3}}. Здесь используется система единиц, в которой скорость света {\displaystyle c=1}. Открыт Л. Сильберштейном.

## Вектор Римана — Зильберштейна как функция
Естественным языком описания поля с использованием вектора Римана — Зильберштейна служит бикватернионный формализм, хотя возможны и другие формулировки.
Вектор Римана — Зильберштейна определён для данного поля в каждой точке пространства и времени, то есть является функцией пространственно-временной переменной {\displaystyle Z}:
{\displaystyle \mathbf {F} =\mathbf {F} (Z),~Z=(t,\mathbf {r} )}.
{\displaystyle Z} — бикватернион, составленный из временной {\displaystyle t} и пространственной {\displaystyle \mathbf {r} } переменных.

## Свободное поле
Свободное от зарядов и токов электромагнитное поле, представляющее собою свет, описывается изотропным вектором (нульвектором) Римана — Зильберштейна:
{\displaystyle \mathbf {F} =\mathbf {E} +i\mathbf {H} ,~\mathbf {F} ^{2}=0}.
Вещественная и мнимая составляющие такого нульвектора, представляющие собой напряжённости электрического и магнитного полей, взаимно-ортогональны и равны по величине:
{\displaystyle \mathbf {E} \perp \mathbf {H} ,~E=H}.

## Плотность энергии-импульса поля
Бикватернион четырёхмерной плотности энергии-импульса электромагнитного поля выражается в виде квадратичной вещественнозначной (эрмитовой) формы от этого поля:
{\displaystyle K=(w,\mathbf {S} )={1 \over 2}\mathbf {F} \mathbf {F} ^{*}}.

## Уравнения Максвелла
Аналогом 4-тока в релятивистской бикватернионной алгебре служит бикватернион тока, имеющий в скалярно-векторном представлении следующий вид:
{\displaystyle J=4\pi \left(\rho ,\;\mathbf {j} \right).}
В бикватернионном представлении уравнения Максвелла выражаются в виде:
{\displaystyle D\mathbf {F} ={\overline {J}},}
где {\displaystyle \mathbf {F} =\mathbf {E} +i\mathbf {H} } — vектор Римана — Зильберштейна, {\displaystyle D} — бикватернионный оператор градиента (аналог 4-градиента): {\displaystyle D=(\partial _{t},\nabla )}.
{\displaystyle D\mathbf {F} =(\partial _{t},\nabla )\mathbf {F} =\left(\nabla \cdot \mathbf {F} ,\partial _{t}\mathbf {F} +i\nabla \times \mathbf {F} \right)=\left(\nabla \cdot \mathbf {E} +i\nabla \cdot \mathbf {H} ,\partial _{t}\mathbf {E} +i\partial _{t}\mathbf {H} +i\nabla \times \mathbf {E} -\nabla \times \mathbf {H} \right),~~}{\displaystyle {\overline {J}}=4\pi (\rho ,-\mathbf {j} )}
{\displaystyle D\mathbf {F} ={\overline {J}}~\Leftrightarrow ~{\begin{cases}\nabla \cdot \mathbf {E} +i\nabla \cdot \mathbf {H} =4\pi \rho \\\partial _{t}\mathbf {E} +i\partial _{t}\mathbf {H} +i\nabla \times \mathbf {E} -\nabla \times \mathbf {H} =-4\pi \mathbf {j} \end{cases}}~\Leftrightarrow ~{\begin{cases}\nabla \cdot \mathbf {E} =4\pi \rho \\\nabla \cdot \mathbf {H} =0\\\partial _{t}\mathbf {E} -\nabla \times \mathbf {H} =-4\pi \mathbf {j} \\\partial _{t}\mathbf {H} +\nabla \times \mathbf {E} =0\end{cases}}}
Последняя система уравнений и представляет собою уравнения Максвелла. Таким образом, доказана их эквивалентность исходному уравнению в бикватернионах.

## История
Термин «вектор Римана-Зильберштейна» был, по-видимому, введён И.Бялиницким-Бирулей.